# Badb Linea
La Badb Linea è una struttura geologica della superficie di Venere.